# Singles 1-6
Singles 1-6 è la quarta raccolta del gruppo musicale britannico Depeche Mode, pubblicata nel 1991 dalla Mute Records.

## Descrizione
Si tratta di un cofanetto che racchiudere i primi sei singoli in carriera del gruppo, comprensivo delle varie b-side contenute nelle svariate edizioni degli stessi.

## Tracce
Testi e musiche di Martin L. Gore, eccetto dove indicato
CD 1 – Dreaming of Me
1. Dreaming of Me – 3:46 (Vince Clarke)
2. Ice Machine – 3:54 (Vince Clarke)

CD 2 – New Life
1. New Life (Remix) – 3:59 (Vince Clarke)
2. Shout – 3:46 (Vince Clarke)
3. Shout (Rio Mix) – 7:33 (Vince Clarke)

CD 3 – Just Can't Get Enough
1. Just Can't Get Enough – 3:45 (Vince Clarke)
2. Any Second Now – 3:09 (Vince Clarke)
3. Just Can't Get Enough (Schizo Mix) – 6:48 (Vince Clarke)
4. Any Second Now (Altered) – 5:42 (Vince Clarke)

CD 4 – See You
1. See You (Extended Version) – 4:51
2. Now This Is Fun – 3:25
3. Now This Is Fun (Extended Version) – 4:42

CD 5 – The Meaning of Love
1. The Meaning of Love – 3:08
2. Oberkorn (It's a Small Town) – 4:10
3. The Meaning of Love (Fairly Odd Mix) – 5:01
4. Oberkorn (It's a Small Town) (Development Mix) – 7:38

CD 6 – Leave in Silence
1. Leave in Silence – 4:02
2. Excerpt From: My Secret Garden – 3:16
3. Leave in Silence (Longer) – 6:32
4. Further Excerpts From: My Secret Garden – 4:23
5. Leave in Silence (Quieter) – 3:42